# بوردیگرا
بوردیگرا (به ایتالیایی: Bordighera) یکی از شهرهای ناحیهٔ لیگوریا در استان ایمپریا ایتالیا است. این شهر با ۱۰،۷۴۶ نفر جمعیت در سرشماری سال ۲۰۱۰ پنجمین شهر پرجمعیت استان است.

## تاریخ
شهر بوردیگرا توسط قوم لیگور در قرن ۴ قبل از میلاد شکل گرفت.

## شهرهای خواهر
- ویلفرانش-سور-مر، فرانسه، از ۱۹۵۶
- نکازاولم، آلمان، از ۱۹۶۳